# 岸和田少年愚連隊
『岸和田少年愚連隊』（きしわだしょうねんぐれんたい）は、中場利一の自伝的小説シリーズ、または同小説シリーズを原作とした映画・オリジナルビデオシリーズ。舞台化もされている。

## 小説

### シリーズ作品
- 岸和田少年愚連隊  本の雑誌社, 1994.11
- 岸和田少年愚連隊 血煙り純情篇  本の雑誌社, 1995.12
- 岸和田少年愚連隊 望郷篇  本の雑誌社, 1998.4
- 岸和田少年愚連隊 外伝  本の雑誌社, 1999.9
- 岸和田少年愚連隊 完結篇  本の雑誌社, 2002.4
- 純情ぴかれすく その後の岸和田少年愚連隊  本の雑誌社, 2005.3
- 岸和田少年愚連隊 不死鳥篇 カオルちゃーん!! 光文社 2016

### 「岸和田少年愚連隊」と題されていないが登場人物が共通する作品
- 愚連 : 岸和田のカオルちゃん 講談社 1999
- リョーコ 角川書店 2003
- 岸和田の血 本の雑誌社 2009

### 主な共通する登場人物
作者中場利一の少年期が題材となっており、彼の家族や悪友などが登場する。
チュンバ（リイチ）
主人公。作者の氏名を麻雀読みしたあだ名になっている。勉強が嫌いで、毎日喧嘩に明け暮れる日々で顔は傷だらけである。女の子にもてるわけではないが、もてないわけでもない。鞄を右手で持つのは、左手でリョウコと手を繋ぐためである。
小鉄
チュンバの親友で、常に一緒に行動している。チュンバと同じく勉強が嫌いで、喧嘩ばかりしている。小学生ですでに喫煙していたりする。調達屋として有能で、ありとあらゆるものを即座に調達してくる。「あのマフラーかっこええわー」と言って白バイのマフラーを指させば、その五分後には白バイからマフラーを外して高値で売りさばく特殊技能の持ち主。
おとん
チュンバの父親。息子と同じく喧嘩っ早い。職業は的屋。麻雀をしている時に息子が生まれたため「立直 → リーチ → 利一」と名づける。竹中直人が演じたことがある。
おかん
チュンバの母親。夫と息子には呆れている。
サダ
チュンバのライバル。小、中学と常に覇権を争い、顔を見れば喧嘩になる。
カオルちゃん
岸和田界隈をうろつく、ヤクザも恐れる人物。己の信念に従って行動し、邪魔するものは電車でも止めてしまう。岸和田商店街を歩くカップルの写真を勝手に撮り、高値で売りつけている。その一方、人情にもろく、「チャッピー」という野良犬を可愛がっている。サッカーが苦手。4月15日生まれ。
おじい
チュンバの祖父。近所の少年を集めて野球団をつくるが、裏で賭けの対象にしていたりする。
リョーコ
チュンバの彼女。中学の時に関東の方から転校してきた。

## 映画・オリジナルビデオ
| 通算 | カオルちゃん | 劇場公開日 OV発売日 | タイトル                                                                 | 監督     | 主演             |
| ---- | ------------ | ------------------- | ------------------------------------------------------------------------ | -------- | ---------------- |
| 1    |              | 1996年3月16日公開   | 岸和田 少年愚連隊 BOYS BE AMBITIOUS                                      | 井筒和幸 | ナインティナイン |
| 2    |              | 1997年6月21日公開   | 岸和田少年愚連隊 血煙り純情篇                                            | 三池崇史 | 千原兄弟         |
| 3    |              | 1998年9月26日公開   | 岸和田少年愚連隊 望郷篇                                                  | 三池崇史 | 竹中直人         |
| 4    |              | 2000年7月7日公開    | 岸和田少年愚連隊 野球団 ＜岸和田少年野球団＞                             | 渡辺武   | ココリコ         |
| 5    |              | 2000年9月20日発売   | 岸和田少年愚連隊 超特別篇 I had a dream                                  | 望月六郎 | ココリコ         |
| 6    | 1            | 2001年3月30日公開   | 岸和田少年愚連隊 カオルちゃん最強伝説                                    | 宮坂武志 | 竹内力           |
| 7    | 2            | 2002年1月21日発売   | 岸和田少年愚連隊 カオルちゃん最強伝説 EPISODE-2 ロシアより愛をこめて     | 宮坂武志 | 竹内力           |
| 8    | 3            | 2002年発売          | 岸和田少年愚連隊 カオルちゃん最強伝説 EPISODE-FINAL スタンド・バイ・ミー | 宮坂武志 | 竹内力           |
| 9    | 4            | 2003年8月発売       | 岸和田少年愚連隊 カオルちゃん最強伝説 番長足球                           | 宮坂武志 | 竹内力           |
| 10   |              | 2004年発売          | 岸和田少年愚連隊 ゴーイングマイウェイ                                    | 渡辺武   | 哀川翔           |
| 11   | 5            | 2004年発売          | 岸和田少年愚連隊 カオルちゃん最強伝説 妖怪地獄                           | 宮坂武志 | 竹内力           |
| 12   | 6            | 2005年発売          | 岸和田少年愚連隊 カオルちゃん最強伝説 マレーの虎                         | 宮坂武志 | 竹内力           |
| 13   | 7            | 2007年発売          | 岸和田少年愚連隊 カオルちゃん最強伝説 女番哀歌 スケバンエレジィ          | 宮坂武志 | 竹内力           |
| 14   | 8            | 2007年発売          | 岸和田少年愚連隊 カオルちゃん最強伝説 中華街のロミオとジュリエット       | 宮坂武志 | 竹内力           |

### 岸和田少年愚連隊（1996年）
- 監督 井筒和幸、主演 ナインティナイン（岡村隆史、矢部浩之）。
- 喧嘩に明け暮れるやんちゃな学生達を描いた青春映画
- ブルーリボン賞 作品賞、および、新人賞（ナインティナイン）受賞。
- 吉本興業のお笑い芸人が多数出演しており、ナインティナインの他に宮迫博之（当時・雨上がり決死隊）、FUJIWARA、吉田敬（ブラックマヨネーズ）、宮川大輔、野性爆弾といった当時はまだ知名度の低かった芸人が出演している。
- 実際に岸和田で大規模なロケを行った。原作の時代背景である70年代を表現するため、登場人物が当時の名物テレビ番組『野生の王国』（毎日放送）を見るシーンなどがある。ナインティナインは「岸和田見てました」と言われたり、かつての岸和田の共演者と同作の話題となると話の取っ掛かりとして「あの人（井筒監督）、異常や！」と撮影時の苦労話や、井筒監督の度を越えた演技指導の話をする。それ以降、井筒とは交友があるものの「井筒のおっさん」や「ナイナイが主演でピンク映画を撮影する」とネタにしている。
- 『ナインティナインのオールナイトニッポン』（ニッポン放送）に村上信五、横山裕（共に関ジャニ∞）、渋谷すばる（当時）がゲスト出演した際に、村上（高槻市出身）と渋谷（茨木市出身）は作品の大ファンで、何十回と観ていると語った。

出演
- チュンバ - 矢部浩之（ナインティナイン）
- 小鉄 - 岡村隆史（ナインティナイン）
- リョーコ - 大河内奈々子
- おとん - 石倉三郎
- おかん - 秋野暢子
- おじい - 笑福亭松之助

- チュンバと小鉄の仲間
  - ガイラ - 辰巳浩三
  - サンダ - 辰巳裕二
  - サイ - 宮迫博之（当時・雨上がり決死隊）
  - アキラ - 宮川大輔

- チュンバと小鉄の喧嘩相手
  - サダ - 木下ほうか
  - アンドウ - 吉田敬（ブラックマヨネーズ）
  - タモツ - 梁瀬暁生
  - サダの連れ - 野性爆弾 
  - サダの連れ - 高橋智
  - ゴリ（ハワイアンゴリラ） - 原西孝幸（FUJIWARA）
  - ゴリの連れ - 藤本敏史（FUJIWARA）
  - ダイナマイトの薫（ゴリの兄） - 山本太郎

- サダのタレ - 高橋美香
- サダのタレのツレ - 三浦尚子
- カオルちゃん - 小林稔侍 ※特別出演
- 小鉄の父 - 徳井優
- 彫師 - 白竜 ※友情出演
- 理髪師 - 志賀勝
- お好み焼き屋 - 正司花江（かしまし娘）
- 中学の担任教師杉山 - 笹野高史
- 中学の体育教師赤井 - 塩見三省
- チュンバらの就職先の先輩 - 山田スミ子
- チュンバらの就職先のガードマン - 中田ボタン（中田カウス・ボタン）
- サイの兄貴分 - 大杉漣
- ゲームセンターオーナー - 山城新伍 ※特別出演
- ウミ - 八木沙織

スタッフ
- 監督 - 井筒和幸
- 製作 - 中川滋弘、木村政雄
- プロデューサー - 中沢敏明、榎望、米山紳
- 原作 - 中場利一
- 脚本 - 鄭義信、我妻正義
- 撮影台本 - 井筒和幸
- 撮影 - 浜田毅
- 照明 - 渡邊孝一
- 美術 - 細石照美
- 編集 - 冨田功
- 録音 - 鈴木肇
- 助監督- 小笠原直樹
- 音楽 - 藤野浩一
- プロデューサー補 - 水ノ江知丈
- 音楽プロデューサー - 佐々木麻美子
- 歌 - T. Rex「Get It On」
- 製作 - 松竹、吉本興業

関連書籍
- 「岸和田少年愚連隊」撮影日誌 ナインティナインに密着!（1996年3月、ベストセラーズ）ISBN 978-4584160350

### 岸和田少年愚連隊 血煙り純情篇（1997年）
- 岸和田少年愚連隊シリーズ第2作目。1997年6月21日劇場公開。
- 監督 三池崇史、主演 千原兄弟。

出演
- リイチ - 千原浩史（千原兄弟 Jr.）
- ユウジ - 千原靖史（千原兄弟 セイジ） / 少年時代のユウジ - 藤田裕助
- リョーコ - 鈴木紗理奈
- 小鉄 - やべきょうすけ
- マサエ - 中島ひろ子
- ナホミ - 菊池万理江
- ヒロコ - 阪口圭香
- 定 - 北村康
- 定の彼女 - 横山夏海
- 華代 - 絵沢萠子
- リイチの母 - 山口美也子
- ユウジの母 - 山田スミ子
- ケイコ - 安西悠久子
- 高校教師 - 飯島大介
- スナック喫茶のチンピラ - 河本忠夫
- ムカイ君 - 向井達矢
- 銛で撃たれるチンピラ - 大槻博之
- 年下ヤンキー - tomo
- だんじり小屋の男  熊谷茂
- テルさん - 笑福亭松之助
- 電車の車掌 - 吉本真樹
- カラスノ - 山之内幸夫
- 大仏 - シーザー武志
- スナック喫茶店長 - 薬師寺保栄
- イサミちゃん - 中場利一
- 少年トモダ - 近藤伸郎

スタッフ
- 監督 - 三池崇史
- 製作 - 木村政雄
- 企画 - 中沢敏明
- プロデューサー - 西村大志南雅史
- 原作 - 中場利一「岸和田少年愚連隊 血煙り純情篇」本の雑誌社刊
- 脚本構成 - NAKA雅MURA
- 脚本 - 信本敬子、NAKA雅MURA
- 撮影 - 山本英夫
- 照明 - 高屋齋
- 美術 - 石毛朗
- 録音 - 川嶋一議
- 音楽 - 寺田十三夫
- 記録 - 奥井富美子
- 編集 - 島村泰司
- 整音 - 清家利文
- 音響効果 - 柴崎憲治
- 助監督 - 加藤文明
- 製作担当 - 山邊博文
- 監督助手 - 木村ひさし、本多繁勝、加藤政浩
- 衣裳 - 磯井篤郎
- スタイリスト - 繁田美千穂
- ヘアー・メイク - 清水美穂、岩井マミ
- ネガ編集 - 辻井好子、久保田玲子、管野洋子、岡部紀子、伏見礼乃
- タイミング - 大見正晴
- オプチカル - 関口正晴
- 方言指導 - 松島チカ
- フラメンコ指導 - 柳光みゆき
- スタントコーディネーター - 辻井啓伺、福田亘
- スチール - 石川登栂子
- 製作主任 - 板井茂樹
- 製作進行 - 村井一隆、ヤッホ寺田、松本心平
- 楽曲コーディネート - 十川夏樹
- 主題歌「Let It C」歌・作詞・作曲：井上慎二郎 編曲・プロデュース：笹路正徳（バンダイ・ミュージックエンタテインメント）
- 撮影協力 - HEISEIプロダクション
- 製作協力 - タイムズイン
- 製作 - 吉本興業

関連書籍
- 千原兄弟in岸和田少年愚連隊 血煙り純情篇 撮影日記（1997年4月、愛育社）ISBN 978-4750000060

### 岸和田少年愚連隊 望郷（1998年）
- 岸和田少年愚連隊シリーズ第3作目。1998年9月26日劇場公開。
- 1969年、岸和田市。主人公チュンバの誕生から小学校卒業までを描く。喧嘩のシーンが多い。
- 監督 三池崇史、主演 竹中直人。

出演
- おとん - 竹中直人
- 伊藤先生 - 高岡早紀
- リイチ - 長田融季（りあるキッズ）
- おかん - 烏丸せつこ
- 三好 - 笑福亭松之助
- 好一 - シーザー武志
- 露天商 - 山之内幸夫
- 港の男 - 中場利一
- 土平友厚

スタッフ
- 監督 - 三池崇史
- 製作 - 木村政雄、古里靖彦、中川滋弘
- 企画 - 中沢敏明
- 企画協力 - 平田道弘、清水敬之
- プロデューサー - 室岡信明
- 原作 - 中場利一（本の雑誌社刊）
- 脚本 - NAKA雅MURA
- 撮影 - 山本英夫（J.S.C）
- 照明 - 豊見山明長
- 美術 - 石毛朗
- 音楽 - 遠藤浩二
- 録音 - 小原善哉
- 編集 - 島村泰司
- 音響効果 - 柴崎憲治
- 助監督 - 加藤文明
- 制作担当 - 向井達矢
- 音楽プロデューサー - 十川夏樹
- ラインプロデューサー - 杉浦敬、南雅史
- 監督助手 - 木村尚、佐藤宏之、須田忠輔
- 衣裳 - 磯井篤朗
- ヘアメイク - 清水美穂
- スチール - 田部井満
- ネガ編集 - 辻井好子、久保田玲子、佐藤洋子、岡部由紀子、小池礼乃
- タイミング - 大見正晴
- オプチカル - 金子鉄男
- スタントコーディネーター - 辻井啓伺
- 方言指導 - 水嶋栄一
- 題字 - 岡本美香
- 制作主任 - 板井茂樹、山邊博文
- 制作進行 - 古庄敏彦
- 製作デスク - 永里宏子
- 撮影協力 - 天六ナニワミュージック
- 挿入歌
  - 「世界の国からこんにちは」歌・三波春夫
  - 「グッドナイトベイビー」歌・キングトーンズ
- 製作協力 - セディックインターナショナル、M.M.I.
- 製作 - 吉本興業、丸紅、松竹

### 岸和田少年愚連隊 野球団 ＜岸和田少年野球団＞（2000年）
- 岸和田少年愚連隊シリーズ第4作目。2000年7月7日劇場公開。
- 1970年、岸和田。前作『岸和田少年愚連隊 望郷』とリンクした作品。
- チュンバ小学校時代の番外編。祖父の勧めで不良のチュンバ達が真面目に野球に取り組むが、裏では悪い大人が賭博野球をしていたという話。辻本賢人（元阪神タイガース）が心臓病をかかえた少年投手として出演。
- 監督 渡辺武、主演 ココリコ。

出演
- ガス - 遠藤章造（ココリコ） / 少年時代のガス - 小野浩史
- ユウジ - 田中直樹（ココリコ） / 少年時代のユウジ - 濱口和之
- マネージャーさま - 安西ひろこ
- 好一 - 土平ドンペイ
- 隆二 - 辻本賢人（小学生時代）
- 少年時代のリイチ - 長田融季（りあるキッズ）
- 少年時代の小鉄 - 鶴本崇文
- ガスの兄貴 - 北村一輝 ※友情出演
- ジィやん - 笑福亭松之助
- カズオ(岸和田ロマンズ 監督) - 伊藤洋三郎
- 警察官 - 山之内幸夫
- カズ山本（元ダイエーホークス）
- 喫茶店のマスター - 中場利一

スタッフ
- 監督 - 渡辺武
- 製作 - 木村政雄、小林一公
- 企画 - 中沢敏明
- 原作 - 中場利一『岸和田少年愚連隊』『岸和田少年愚連隊 血煙り純情篇』『岸和田少年愚連隊 望郷篇』本の雑誌社刊
- プロデューサー - 西村大志、木村俊樹、前田茂司、南雅史
- 脚本 - NAKA雅MURA
- 撮影 - 浜田毅（J.S.C）
- 照明 - 松岡泰彦
- 美術 - 萩原勲
- 音楽 - TORSTEN RASCH
- 録音 - 深田晃
- 編集 - 宮嶋竜治
- 音響効果 - 福島行朗
- 助監督 - 山村淳史
- 製作担当 - 向井達矢
- 監督助手 - 佃謙介、水内宏征、平田幸仁
- 衣裳 - 宮田弘子
- ヘアメイク - 松木麻紀子
- スチール - 石川登栂子
- ネガ編集 - 三陽編集室
- タイミング - 小椋俊一
- オプチカル - 金子鉄男
- 殺陣 - 清家三彦、諸鍛冶裕太
- 制作主任 - 古野忠司
- 制作進行 - 森本聖
- 製作デスク - 大野貴裕
- 撮影協力 - ZETT
- 制作協力 - エクセレントフィルム、楽映舎
- 製作 - 吉本興業、ネオ・クラフト、セディックインターナショナル

### 岸和田少年愚連隊 超特別篇 I had a dream（2000年）
- 岸和田少年愚連隊シリーズ第5作目。オリジナルビデオ作品。2000年9月20日発売。
- 岸和田の悪ガキたちの夢物語を望月六郎監督がシュールに映像化。お笑いコンビ・ココリコの遠藤章造と田中直樹主演で贈る青春コメディ。ユウジは敵対する定軍団と殴り合いをし、気絶してしまう。夢心地のユウジが見たものはおかしな世界だった。そんなユウジの馬鹿な夢の話を聞いたガス、小鉄たちは夢自慢を始める。
- 監督 - 望月六郎、主演 ココリコ。

出演
- ガス - 遠藤章造（ココリコ） / 少年ガス - 小野浩史
- ユウジ - 田中直樹（ココリコ）
- リイチ - 山口祥行
- 小鉄 - 土平ドンペイ
- 定 - 舘昌美
- カンゴ - 加藤明日美
- フー - 谷理沙
- 受付ネェチャン - 森下桂子
- ユウジの彼女 - 石渡美穂
- ヒゲ警官 - 水上竜士
- ガスの兄 - 野村貴志
- ガスのおかん - 糊井ひとみ
- 土神様 - 森羅万象
- ガスのオトン - 島田洋八
- 補導員 - 速水今日子
- レースクイーン - 木村衣里
- サイボーグキング - 崎山凛

スタッフ
- 監督 - 望月六郎
- 製作 - 木村政雄、小林一公
- 企画 - 中沢敏明
- 原作 - 中場利一『岸和田少年愚連隊』『岸和田少年愚連隊 血煙り純情篇』『岸和田少年愚連隊 望郷篇』
- プロデューサー - 西村大志、木村俊樹、前田茂司、南雅史
- 脚本 - NAKA雅MURA
- 撮影監督 - 下元哲
- 美術 - 萩原勲
- 録音 - 武市英生
- 整音 - 中山隆匡
- 編集 - 田中博和、平田幸仁
- 視覚効果 - 熊田正道
- 音楽 - 遠藤浩二
- 助監督 - 多胡由章
- 制作担当 - 向井達矢
- 演技事務 - 山村淳史
- 監督助手 - 佃謙介、平田幸仁
- 衣裳 - 宮田弘子
- ヘアメイク - 松木麻紀子
- スタントコーディネーター - 辻井啓伺
- スチール - 石川登栂子
- 制作主任 - 坂井正徳
- 制作進行 - 善田真也、森本聖
- 挿入歌 - 「祭花」歌・IKECHAN
- 制作協力 - エクセレントフィルム、楽映舎
- 製作 - 吉本興業、ネオ・クラフト、セディックインターナショナル

### 岸和田少年愚連隊 カオルちゃん最強伝説 シリーズ
- 『岸和田少年愚連隊 カオルちゃん最強伝説』を参照。2001年から2007年まで全8作。
- 岸和田少年愚連隊 番外編のシリーズ。岸和田最強の男・村山カオルの高校生時代の物語（ほとんど高校には通っていない）。人情にもろいカオル（竹内力）のドタバタを軸に、宮坂監督ならではの名作映画パロディが織り込まれている。『EPISODE-FINAL スタンド・バイ・ミー』にのみ、本編のリイチ（千原浩史）、小鉄（やべきょうすけ）、定が登場する。カオル（竹内力）は本編には出演していない。

当初は3部作として企画され、2001年に『EPISODE-1』『EPISODE-2 ロシアより愛をこめて』『EPISODE-FINAL』が制作されたが予想を上回る好評で、2005年までに『番長足球（サッカー）』『妖怪地獄』『マレーの虎』の3本が続編として制作された。
さらに2007年にも続編2本（『女番哀歌（スケバン・エレジィ）』、『中華街のロミオとジュリエット』）が制作され、2008年1月現在、全8作となっている。監督はシリーズ全作品を通して宮坂武志。現在ではCS放送をはじめとして一番再放送の機会が多い人気シリーズである。
1. 岸和田少年愚連隊 カオルちゃん最強伝説 EPISODE-1 THE BATTLE OF KAORU（2001年3月30日公開）
2. 岸和田少年愚連隊 カオルちゃん最強伝説 EPISODE-2 ロシアより愛をこめて（2002年1月21日発売）
3. 岸和田少年愚連隊 カオルちゃん最強伝説 EPISODE-FINAL スタンド・バイ・ミー（2002年発売）
4. 岸和田少年愚連隊 カオルちゃん最強伝説 番長足球（2003年8月発売）
5. 岸和田少年愚連隊 カオルちゃん最強伝説 妖怪地獄（2004年発売）
6. 岸和田少年愚連隊 カオルちゃん最強伝説 マレーの虎（2005年発売）
7. 岸和田少年愚連隊 カオルちゃん最強伝説 女番哀歌（スケバンエレジィ）（2007年発売）
8. 岸和田少年愚連隊 カオルちゃん最強伝説 中華街のロミオとジュリエット（2007年発売）

- 監督 宮坂武志、主演 竹内力。

出演
- カオル - 竹内力
- 倉本 - 田口トモロヲ
- イサミ - 山口祥行
- 島田組組長 - 古井榮一
- 四万十 - 山口剛
- チョッキン - 奥野敦士

### 岸和田少年愚連隊 ゴーイングマイウェイ（2004年）
- シリーズ第10作。オリジナルビデオ作品。2004年発売。
- 1985年大阪・岸和田。
- 監督 渡辺武、主演 哀川翔。

出演
- マコト - 哀川翔 / マコト(少年時代) - 柳楽優弥
- ユキ(マコトの妹) - 橘実里
- アキラ - 乃木涼介 / アキラ(少年時代) - 三浦春馬[1]
- シゲ - 森永健司
- ヒトミ - 内田春菊
- ケン（岸和田ストーンズのメンバー） - 嶋大輔
- ツトム（マコトの父） - 峰岸徹
- 吉田秀夫のマネージャー - 江口のりこ
- 班長 - 大槻博之
- アキオ（若） - 斎藤歩
- ヒラキ組組員 - 森本武晴
- ヒラキ組若頭 - 殺陣剛太
- ヒラキ組組長 - 飯島大介

スタッフ
- 監督：渡辺武
- 製作：中沢敏明、松下順一
- 企画：伊藤秀裕
- 原作：中場利一（本の雑誌社刊）
- プロデューサー：山本英之
- 脚本：江良至、大平由美
- 音楽 - 野島健太郎
- 撮影 - 小松原茂
- 照明 - 大坂章夫
- 美術 - 尾関龍生
- 録音 - 武市英夫
- 効果 - 柴崎憲治
- 整音 - 吉田憲義
- 編集 - 穂垣順之助
- 助監督 - 仰木豊
- 制作担当 - 平田幸仁
- 監督助手 - 佐々木竜彦、西村信次郎、小林大介
- 装飾 - 篠田公史
- 小道具 - 矢元亮子
- メイク - 杵渕陽子
- 衣裳 - 越智雅之、丸岡由美
- 殺陣 - 辻井啓司、田渕景也
- スチール - 池田岳史
- 劇用車 - 中川義博
- 製作進行 - 中島正志、矢部真弓
- 企画協力 - 松島富士雄
- 美術協力 - Fender www.fender.jp
- 制作協力 - エクセレントフィルム
- 製作 - セディックインターナショナル、アートポート

## 舞台
- 劇団TEAM-ODAC「岸和田少年愚連隊〜あの頃のハートは今もある〜」（2017年[2]、2020年[3]）